# ناحیه الیانس، شهرستان کلای، مینه‌سوتا
شهرستان الیانس، بخش کلای، مینه‌سوتا (به انگلیسی: Alliance Township, Clay County, Minnesota) یک منطقهٔ مسکونی در ایالات متحده آمریکا است که در مینه‌سوتا واقع شده‌است.

## خصوصیات
شهرستان الیانس ۹۴٫۱ کیلومترمربع مساحت و ۲۴۶ نفر جمعیت دارد و ۲۸۵ متر بالاتر از سطح دریا واقع شده‌است.